# BUS (음반)
《BUS》는 김창완 밴드의 첫 번째 정규 음반이다. 녹음은 《The Happiest》 EP와 마찬가지로 멤버들이 한자리에서 곡의 처음부터 끝까지 한번의 연주로 녹음하는 원 테이크(One Take) 방식을 택했다. 몇몇 곡은 그 위에 악기소리를 얹는 오버더빙을 하기도 했다. 음반 제목인 버스에 대해 김창완은 대중교통 수단인 버스를 '대중 소통 수단'으로 만들고 싶었고, 차분한 행복을 함께 나눈다는 뜻을 담았다고 밝혔다.
타이틀곡은 〈Good Morning〉이며, 이 곡은 두 개의 파트로 나뉘어 있다.

## 수록곡
전체 작사·작곡: 김창완
| #   | 제목                       | 재생 시간 |
| --- | -------------------------- | --------- |
| 1.  | 〈내가 갖고 싶은 건〉      | 2:52      |
| 2.  | 〈아이쿠〉                 | 4:42      |
| 3.  | 〈Good Morning〉 (Part 1)  | 4:46      |
| 4.  | 〈Good Morning〉 (Part 2)  | 2:56      |
| 5.  | 〈29-1〉                   | 3:26      |
| 6.  | 〈삐에로와 광대〉 (연주곡) | 4:51      |
| 7.  | 〈길〉                     | 4:46      |
| 8.  | 〈앞집에 이사온 아이〉     | 4:00      |
| 9.  | 〈그땐 좋았지〉            | 6:42      |
| 10. | 〈너를 업던 기억〉         | 4:09      |
| 11. | 〈결혼하자〉               | 4:16      |

| #   | 제목                       | 재생 시간 |
| --- | -------------------------- | --------- |
| 1.  | 〈내가 갖고 싶은 건〉      | 2:52      |
| 2.  | 〈아이쿠〉                 | 4:42      |
| 3.  | 〈Good Morning〉 (Part 1)  | 4:46      |
| 4.  | 〈Good Morning〉 (Part 2)  | 2:56      |
| 5.  | 〈29-1〉                   | 3:26      |
| 6.  | 〈삐에로와 광대〉 (연주곡) | 4:51      |
| 7.  | 〈길〉                     | 4:46      |
| 8.  | 〈앞집에 이사온 아이〉     | 4:00      |
| 9.  | 〈그땐 좋았지〉            | 6:42      |
| 10. | 〈너를 업던 기억〉         | 4:09      |
| 11. | 〈결혼하자〉               | 4:16      |

- 수록곡 중 들리는 잡음은 김창완밴드가 의도적으로 넣은 것들이다.

## 멤버
- 김창완 - 보컬, 전기기타, 어쿠스틱 기타
- 하세가와 요헤이 a.k.a 김양평 - 전기 기타, 어쿠스틱 기타, Stylophone, Calimba
- 이상훈 - 피아노, 신시사이저, 오르간, Fender Rhodes, Stylophone, 미니 무그
- 최원식 - 베이스
- 이민우 - 드럼, 타악기